# Светско првенство у пливању 2015 — 200 м леђно за мушкарце
Такмичење у пливању у дисциплини 200 метара леђним стилом за мушкарце на Светском првенству у пливању 2015. одржано је у два дана, 6. августа (квалификације и полуфинале) и 7. августа (финале) као део програма Светског првенства у воденим спортовима. Трке су се одржавале у базену Казањске арене у граду Казању (Русија).
За трке је било пријављено укупно 38 такмичара из 31 земље. Титулу светског првака из 2013. није бранио амерички пливач Рајан Локти. 
Нови светски првак постао је репрезентативац Аустралије Мич Ларкин који је у финалу испливао резултат од 1:53,58 секунди, што је уједно и нови рекорд Океаније. Сребрну медаљу освојио је Радослав Кавенцки из Пољске, док је бронзана медаља припала репрезентативцу Русије Јевгенију Риловом.
Репрезентативац Србије Вук Челић у квалификацијама је испливао тек 33. време (резултат 2:05,54 секуни) што није било довољно за пролазак у полуфинале такмичења.

## Освајачи медаља
|                  | Резултат |                         | Резултат |                      | Резултат |
|                  |          |                         |          |                      |          |
| Мич Ларкин (AUS) | 1:53,58  | Радослав Кавенцки (POL) | 1:54,55  | Јевгениј Рилов (RUS) | 1:54,60  |

## Званични рекорди
Пре почетка такмичења званични свестки рекорд и рекорд шампионата у овој дисциплини су били следећи:
| Рекорд                     | Име               | Резултат | Место         | Датум         |
| -------------------------- | ----------------- | -------- | ------------- | ------------- |
| Светски рекорд             | Арон Пирсол (USA) | 1:51,92  | Рим (Италија) | 31. јул 2009. |
| Рекорд светских првенстава | Арон Пирсол (USA) | 1:51,92  | Рим (Италија) | 31. јул 2009. |

Репрезентативац Аустралије Мич Ларкин у два наврата је поправљао најбољи резултат Океаније, док је кинески репрезентативац Ли Гуангјуен поставио нови јуниорски светски рекорд.

## Земље учеснице
За трке на 200 метара леђним стилом пријављено је укупно 38 такмичара из 31 земље, а свака од земаља могла је да пријави максимално два такмичара по утрци.
| - Азербејџан (1) - Америчка Девичанска Острва (1) - Аустралија (2) - Бразил (1) - Венецуела (1) - Вијетнам (1) - Грчка (1) | - Израел (1) - Италија (2) - Јапан (2) - Кина (2) - Кинески Тајпеј (1) - Колумбија (1) - Куба (1) - Литванија (1) | - Мађарска (1) - Мароко (1) - Немачка (1) - Намибија (1) - Нови Зеланд (1) - Норвешка (1) - Парагвај (1) - Пољска (2) | - Порторико (1) - Русија (2) - САД (2) - Србија (1) - Судан (1) - Француска (1) - Чешка (1) - Швајцарска (1) |

## Квалификације
У квалификацијама се пливало у 4 квалификационе групе, а сваку од група чинило је по 10 пливача, изузев прве групе у којој је пливало 8 такмичара. Пласман у полуфинале обезбедило је 16 пливача који су у квалификацијама остварили најбоља времена. Такмичар из Грчке се није појавио на старту квалификационе трке.
Квалификационе трке пливане су 6. августа у јутарњем делу програма, са почетком у 9:56 по локалном времену.
| ПЛ. | Трка | Стаза | Пливач             | Репрезентација    | Време         | Нап. |
| --- | ---- | ----- | ------------------ | ----------------- | ------------- | ---- |
| 01. | 4    | 5     | Мич Ларкин         | Аустралија        | 1:55,88       | КВ   |
| 02. | 3    | 4     | Рјосуке Ирије      | Јапан             | 1:56,68       | КВ   |
| 03. | 3    | 5     | Рајан Марфи        | САД               | 1:56,71       | КВ   |
| 04. | 3    | 3     | Јевгениј Рилов     | Русија            | 1:56,78       | КВ   |
| 05. | 2    | 4     | Сју Ђају           | Кина              | 1:56,90       | КВ   |
| 06. | 4    | 4     | Тајлер Клери       | САД               | 1:56,92       | КВ   |
| 07. | 4    | 6     | Кристијан Динер    | Немачка           | 1:57,42       | КВ   |
| 08. | 4    | 3     | Џошуа Бивер        | Аустралија        | 1:57,62       | КВ   |
| 09. | 2    | 3     | Масаки Канеко      | Јапан             | 1:57,63       | КВ   |
| 10. | 3    | 7     | Леонардо де Деус   | Бразил            | 1:57,73       | КВ   |
| 11. | 4    | 1     | Григориј Тарасевич | Русија            | 1:57,77       | КВ   |
| 12. | 2    | 2     | Ли Гуангјуен       | Кина              | 1:58,02       | КВ   |
| 13. | 2    | 5     | Радослав Кавенцки  | Пољска            | 1:58,09       | КВ   |
| 14. | 2    | 1     | Кори Мејн          | Нови Зеланд       | 1:58,22       | КВ   |
| 15. | 4    | 2     | Лука Менцарини     | Италија           | 1:58,31       | КВ   |
| 16. | 2    | 6     | Габор Балог        | Мађарска          | 1:58,55       | КВ   |
| 17. | 4    | 7     | Јаков Тумаркин     | Израел            | 1:58,64       |      |
| 18. | 3    | 6     | Кристофер Чикарезе | Италија           | 1:58,79       |      |
| 19. | 3    | 2     | Данас Рапшис       | Литванија         | 1:59,00       |      |
| 20. | 2    | 7     | Бенжамин Стасиулис | Француска         | 1:59,05       |      |
| 21. | 1    | 5     | Лавранс Соли       | Норвешка          | 1:59,23       |      |
| 22. | 3    | 8     | Омар Пинзон        | Колумбија         | 1:59,24       |      |
| 23. | 2    | 8     | Карлос Омана       | Венецуела         | 1:59,59       |      |
| 24. | 3    | 1     | Матеуш Височињски  | Пољска            | 2:00,26       |      |
| 25. | 4    | 9     | Армандо Барера     | Куба              | 2:00,92       |      |
| 26. | 1    | 3     | Рексфорд Тулијус   | Девичанска Острва | 2:01,22       |      |
| 27. | 4    | 0     | Роман Дмитријев    | Чешка             | 2:01,49       |      |
| 28. | 3    | 0     | Матијас Лопез      | Парагвај          | 2:01,74       |      |
| 29. | 2    | 0     | Лукас Рауфтлин     | Швајцарска        | 2:03,00       |      |
| 30. | 1    | 6     | Лин Ших-чиех       | Кинески Тајпеј    | 2:04,00       |      |
| 31. | 1    | 4     | Језијел Моралес    | Порторико         | 2:04,15       |      |
| 32. | 2    | 9     | Нгујен Пол Ли      | Вијетнам          | 2:04,78       |      |
| 33. | 3    | 9     | Вук Челић          | Србија            | 2:05,54       |      |
| 34. | 1    | 2     | Борис Кирлов       | Азербејџан        | 2:06,74       |      |
| 35. | 1    | 7     | Лушано Лампрехт    | Намибија          | 2:08,14       |      |
| 36. | 1    | 1     | Дрис Лахричи       | Мароко            | 2:09,14       |      |
| 37. | 1    | 8     | Рами Елијас        | Судан             | 2:19,53       |      |
| 38  | 4    | 8     | Апостолос Христу   | Грчка             | Није наступио |      |

Напомена: КВ - квалификација

### Полуфинала
Полуфиналне трке пливале су се у послеподневном делу програма 6. августа, а прва трка је почела у 18:57 по локалном времену. Пласман у финале обезбедило је 8 пливача са најбољим резултатима.
Прво полуфинале
| ПЛ. | Стаза | Пливач           | Репрезентација | Време   | Нап. |
| --- | ----- | ---------------- | -------------- | ------- | ---- |
| 1.  | 5     | Јевгениј Рилов   | Русија         | 1:55,54 | КВ   |
| 2.  | 4     | Рјосуке Ирије    | Јапан          | 1:55,76 | КВ   |
| 3.  | 3     | Тајлер Клери     | САД            | 1:56,58 | КВ   |
| 4.  | 7     | Ли Гуангјуен     | Кина           | 1:57,12 | КВ   |
| 5.  | 8     | Габор Балог      | Мађарска       | 1:57,91 |      |
| 6.  | 2     | Леонардо де Деус | Бразил         | 1:57,96 |      |
| 7.  | 6     | Џошуа Бивер      | Аустралија     | 1:57,99 |      |
| 8.  | 1     | Кори Мејн        | Нови Зеланд    | 1:59,50 |      |

Друго полуфинале
| ПЛ. | Стаза | Пливач             | Репрезентација | Време   | Нап.   |
| --- | ----- | ------------------ | -------------- | ------- | ------ |
| 1.  | 4     | Мич Ларкин         | Аустралија     | 1:54,29 | КВ, ОР |
| 2.  | 5     | Рајан Марфи        | САД            | 1:55,10 | КВ     |
| 3.  | 3     | Сју Ђају           | Кина           | 1:55,13 | КВ     |
| 4.  | 1     | Радослав Кавенцки  | Пољска         | 1:55,54 | КВ     |
| 5.  | 6     | Кристијан Динер    | Немачка        | 1:57,17 |        |
| 6.  | 2     | Масаки Канеко      | Јапан          | 1:57,33 |        |
| 7.  | 8     | Лука Менкарини     | Италија        | 1:57,81 |        |
| 8.  | 7     | Григориј Тарасевич | Русија         | 1:58,30 |        |

Напомена: КВ - квалификација; ОР - Океанијски рекорд

## Финале
Финална трка пливана је 7. августа са почетком у 17:40 по локалном времену.
| ПЛ. | Стаза | Пливач            | Репрезентација | Време   | Нап. |
| --- | ----- | ----------------- | -------------- | ------- | ---- |
|     | 4     | Мич Ларкин        | Аустралија     | 1:53,58 | ОР   |
| 2   | 2     | Радослав Кавенцки | Пољска         | 1:54,55 |      |
| 3   | 6     | Јевгениј Рилов    | Русија         | 1:54,60 |      |
| 4.  | 7     | Рјосуке Ирије     | Јапан          | 1:54,81 |      |
| 5.  | 5     | Рајан Марфи       | САД            | 1:55,00 |      |
| 6.  | 3     | Сју Ђају          | Кина           | 1:55,20 |      |
| 7.  | 1     | Тајлер Клери      | САД            | 1:56,26 |      |
| 8.  | 8     | Ли Гуангјуен      | Кина           | 1:56,79 | СЈР  |

Напомена: СЈР - светски јуниорски рекорд; ОР - Океанијски рекорд